# The Greatest Wish in the World
The Greatest Wish in the World er en britisk stumfilm fra 1918 af Maurice Elvey.

## Medvirkende
- Bransby Williams som O'Leary
- Odette Goimbault som Peggy
- Edward Combermere som Stephen Gale
- Ada King som Mrs. Parfitt
- Douglas Munro som Pinches